# Cadw
Cadw (Gal·lès:per mantenir/per protegir, pronunciació gal·lesa:[ˈkadu]) és el servei de patrimoni del Govern gal·lès i part del departament de Turisme i Cultura. L'òrgan treballa per protegir el patrimoni natural, històric i monumental de Gal·les, i per fer-lo accessible i comprensible a la societat.

## Objectius
La missió de l'organització és

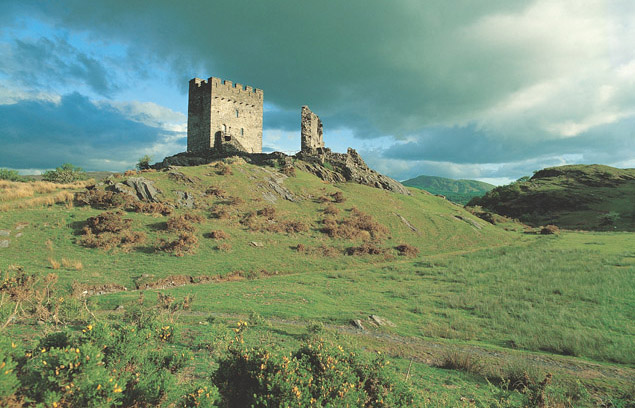
Castell de Dolwyddelan, un dels llocs gestionats pel Cadw.

- Conservar el patrimoni de Gal·les .
- Mantenir el caràcter distintiu dels paisatges i les ciutats de Gal·les.
- Ajudar les persones a entendre i respectar l'espai i la seva història i el rol de Gal·les en el món.
- Fer una diferència real en el benestar de les persones a Gal·les.[1]

### Conservació i protecció
El 2011 hi havia tres espais considerats Patrimoni Mundial de la Humanitat a Gal·les, 29,939 monuments llistats (493 de Grau I, 2.124 de Grau II* i 27.319 de Grau II); també hi havia 4.175 monuments planificats, 6 espais històrics i 523 Àrees de Conservació. També s'està realitzant un registre dels espais de batalla significatius.
Cadw té responsabilitat específica per a 127 espais històrics, de propietat estatal. Molts dels grans castells de Gal·les i altres monuments, com els palaus del bisbe, cases històrics i algunes abadies, són protegides i gestionades pel govern de Gal·les. Cadw És l'organisme successor dins Gal·les del Ministry of Works del Regne Unit
Els 5 espais més visitats el 2010-2011 van ser:
- Castell de Caernarfon (192.695 visites),
- Castell de Conwy (190.031 visites),
- Castell de Caerphilly (94.707 visites),
- Castell de Harlech (93.242 visites),
- Castell de Beaumaris (80,660 visites).[1]

## Organitzacions equivalents
- Anglaterra — English Heritage
- Escòcia — Historic Scotland
- Irlanda del Nord— Northern Ireland Environment Agency
- Illa de Man — Manx National Heritage